# Susan Blommaert
Susan J. Blommaert (* 13. Oktober 1947) ist eine US-amerikanische Filmschauspielerin.

## Leben
Susan Blommaert ist seit Mitte der 1980er Jahre als Filmschauspielerin tätig. Sie spielte kleine Rollen bei Friedhof der Kuscheltiere (1989) und Edward mit den Scherenhänden (1990). Es folgten Nebenrollen in über 70 Film- und Fernseh-Produktionen.

## Filmographie (Auswahl)

### Filme
| Jahr | Titel                                                               | Rolle                   |
| ---- | ------------------------------------------------------------------- | ----------------------- |
| 1986 | Für immer Lulu (Forever Lulu)                                       | Jackie Coles            |
| 1988 | Crossing Delancey                                                   | Leslie                  |
| 1989 | Friedhof der Kuscheltiere (Pet Sematary)                            | Missy Dandridge         |
| 1990 | Love or Money                                                       | Midge Reed              |
| 1990 | Edward mit den Scherenhänden (Edward Scissorhands)                  | Tinka                   |
| 1992 | Stay Tuned                                                          | Ducker                  |
| 1993 | Ein Concierge zum Verlieben (For Love or Money)                     | Charlotte               |
| 1994 | Tess und ihr Bodyguard (Guarding Tess)                              | Kimberly Cannon         |
| 1997 | Mäusejagd (MouseHunt)                                               | Ms. Park Avenue         |
| 1999 | Henry Hill                                                          | Gertrude Cox Hill       |
| 2000 | Den Einen oder Keinen (Down to You)                                 | Psychologin             |
| 2002 | Personal Velocity: Three Portraits                                  | Mrs. Toron              |
| 2004 | King of the Corner                                                  | Gloria                  |
| 2004 | Kinsey – Die Wahrheit über Sex (Kinsey)                             | Sekretärin              |
| 2006 | Flug 93 (United 93)                                                 | Jane Folger             |
| 2006 | Love Comes to the Executioner                                       | Nancy Novacelik         |
| 2008 | Das Mädchen mit dem Diamantohrring (The Loss of a Teardrop Diamond) | Addies Krankenschwester |
| 2008 | Glaubensfrage (Doubt)                                               | Mrs. Carson             |
| 2009 | Shopaholic – Die Schnäppchenjägerin (Confessions of a Shopaholic)   | Charity Store Orla      |
| 2009 | Happy Tears                                                         | Mallory                 |
| 2009 | Ein gutes Herz (The Good Heart)                                     | Krankenschwester Nora   |
| 2013 | Inside Llewyn Davis                                                 | Krankenschwester        |
| 2013 | The Double                                                          | Liz                     |
| 2015 | Fan Girl                                                            | Mrs. Smith              |
| 2019 | John Wick: Kapitel 3 (John Wick: Chapter 3 – Parabellum)            | Librarian               |
| 2019 | The Kitchen – Queens of Crime (The Kitchen)                         | Mrs. Sullivan           |

### Serien
| Year            | Title                                                 | Rolle                        | Anmerkung                                                   |
| --------------- | ----------------------------------------------------- | ---------------------------- | ----------------------------------------------------------- |
| 1990            | Geschichten aus der Gruft (Tales from the Crypt)      | Luisa                        | Folge 2.09: „Landliebe“                                     |
| 1991            | Murphy Brown                                          |                              | Folge 3.19: „Im Angesicht des Todes“                        |
| 1991–2004       | Law & Order                                           | Judge Rebecca Steinman       | 8 Folgen                                                    |
| 1993            | L.A. Law – Staranwälte, Tricks, Prozesse (L.A. Law)   | Dr. Janice Scheinbaum        | Folge 7.09: „Was alles durch die Nase geht“                 |
| 1993–1994       | Verrückt nach dir (Mad About You)                     | Miss Grundy / Rita the Cabby | Folgen 1.15: „Der Seitensprung“, 2.17: „Die geklaute Bluse“ |
| 1994            | Grace (Grace Under Fire)                              | Katherine Fleiss             | zwei Folgen                                                 |
| 1994            | Diagnose: Mord (Diagnosis: Murder)                    | Hannah                       | Folge 2.07: „Gelungene Rache“                               |
| 1995            | Akte X – Die unheimlichen Fälle des FBI (The X-Files) | Phyllis H. Paddock           | Folge 2.14: „Die Hand die verletzt“                         |
| 1996            | New York Undercover                                   |                              | Folge 2.16: „Feuertaufe“                                    |
| 1997            | Fame L.A.                                             | Bobbie Bendetti              | Folge 1.14: „Nutze den Tag“                                 |
| 1998            | Ein Witzbold namens Carey (The Drew Carey Show)       | Judge Oberman                | Folge 3.21: „Das Liebespulver“                              |
| 1998–2000       | The Brian Benben Show                                 | Beverly Shippel              | 5 Folgen                                                    |
| 1998–2003       | Practice – Die Anwälte (The Practice)                 | Richterin Rudy Fox           | 9 Folgen                                                    |
| 1999            | Ally McBeal                                           | Richterin Fox                | Folge 2.20: „Ausgehen, aber richtig“                        |
| 2000            | Emergency Room – Die Notaufnahme (ER)                 | Sarah McKenzie               | Folge 6.19: „Zeit des Abschieds“                            |
| 2000–2002       | Family Law                                            | Judge Barbara Burke          | 4 Folgen                                                    |
| 2001            | Angel – Jäger der Finsternis (Angel)                  | Vakma                        | Folge 2.20: „Gefangene der Dimension“                       |
| 2002            | Lady Cops – Knallhart weiblich (The Division)         | Dana Joyce                   | Folge 2.20: „Long Day's Journey“                            |
| 2003            | The Guardian – Retter mit Herz (The Guardian)         | Abbey                        | Folge 3.09: „Eine harte Gegnerin“                           |
| 2004            | Law & Order: Special Victims Unit                     | Richterin Rebecca Steinman   | Folge 5.14: „Rituamordl“                                    |
| 2005            | Law & Order: Trial by Jury                            | Richterin Rebecca Steinman   | Folge 1.03: „Bürgerwehr“                                    |
| 2006            | Die Sopranos (The Sopranos)                           | Betty Wolf                   | 2 Folgen                                                    |
| 2007            | Springfield Story (Guiding Light)                     | Gloria                       | Folge 15078: „Find Your Light“                              |
| 2009            | Good Wife (The Good Wife)                             | Ruth                         | Folge 1.05: „Das Zugunglück“                                |
| 2009            | Flight of the Conchords                               | Tour Guide                   | Folge 2.05: „Der Premierminister“                           |
| 2010            | Boardwalk Empire                                      | Irene Davis                  | Folge 1.05: „Irische Nächte“                                |
| 2011            | The Big C                                             | Daisy                        | Folge 2.13: „An der Ziellinie“                              |
| 2013–2017, 2021 | The Blacklist                                         | „Mr. Kaplan“ / Kathryn Nemec | 28 Folgen                                                   |
| 2014            | Mozart in the Jungle                                  | Karla                        | Folge 1.07: „Entdecke dich selbst“                          |
| 2014–2015       | Louie                                                 | Krankenschwester             | 2 Folgen                                                    |
| 2016            | Madoff                                                | Vera Zweig                   | Miniserie, 4 Folgen                                         |
| 2017–2018       | Bull                                                  | Richterin Hanlon             | 2 Folgen                                                    |
| 2018            | One Dollar                                            |                              | Folge 1.07: „Cooper Shaw“                                   |
| 2020            | Blue Bloods – Crime Scene New York (Blue Bloods)      | Polly Riley                  | Folge 10.17: „The Puzzle Palace“                            |